# Ko Phai
Ko Phai (tailandès เกาะไผ่, pronunciat [kɔ̀ʔ pʰàj]) és l'illa més gran de Mu Ko Phai (หมู่เกาะไผ่), un petit arxipèlag deshabitat a la costa oriental de Tailàndia. Són uns 21 km a l'oest de Pattaya. També coneguda com "Koh Pai", o com "Illa de bambú", a les guies turístiques, traducció del significat del seu nom en tailandès.

## Geografia
Ko Phai té gairebé quatre quilòmetres de llarg i la seva amplada màxima és d'un quilòmetre i mig. És una illa boscosa escarpada i una gran part de la seva costa està formada per penya-segats rocosos. Tota l'illa és alta, però el seu punt més alt només fa 150 m i no hi ha cap cim que domini els altres. Hi ha un far al cim de l'illa.
Aquesta illa es troba a l'extrem sud-est de la badia de Bangkok, al costat est del golf de Siam. Administrativament Ko Phai pertany a l' Amphoe Bang Lamung, província de Chonburi.
La terra més propera al grup de Ko Phai és Ko Lan, uns 14 km a l'est de la costa oriental de Ko Phai. Es pot arribar a aquestes illes en unes dues hores amb vaixell des del port sud de Pattaya. Totes aquestes illes són un espai natural protegit sota la supervisió de la Royal Thai Navy. Els visitants han de portar el seu propi menjar i aigua. No es permet pernoctar a Ko Phai.

## Illes adjacents
Altres illes del grup inclouen:
- Ko Luam, o Ko Lueam, (เกาะเหลื่อม) és una illa rocallosa amb alts boscos a la part superior com Ko Phai. El seu punt més alt és de 135 m. Es troba al nord-oest de l'illa principal. Ko Luam té un petit illot, Ko Luam Noi, a la seva costa est.
- Ko Man Wichai (เกาะมารวิชัย), dos quilòmetres de llarg amb un punt alt de 64 m
- Ko Klueng Badan (เกาะกลึงบาดาล), punt més alt 50 m
- Ko Hu Chang (เกาะหูช้าง) un petit illot.[1]

## Submarinisme
Un dels principals atractius del grup d'illes són alguns esculls de corall ben conservats. Un vaixell d'època de la Segona Guerra Mundial de la Royal Thai Navy, HTMS Khram (ex-USS LSM-469), va ser enfonsat 300 m a l'est de Ko Phai el gener de 2003 per tal de crear un escull artificial submergit. El naufragi es troba en una zona apta per al submarinisme.